# Crematogaster matsumurai
Crematogaster matsumurai är en myrart som beskrevs av Auguste-Henri Forel 1901. Crematogaster matsumurai ingår i släktet Crematogaster och familjen myror.

## Underarter
Arten delas in i följande underarter:
- C. m. iwatensis
- C. m. matsumurai
- C. m. vagula